# Anthologie 1969/1974
 (mars 2017).
Si vous disposez d'ouvrages ou d'articles de référence ou si vous connaissez des sites web de qualité traitant du thème abordé ici, merci de compléter l'article en donnant les références utiles à sa vérifiabilité et en les liant à la section « Notes et références ».
Albums de Triangle
L'intégrale 1970-1973
(1997)
Anthologie 1969/1974 est une compilation du groupe de rock progressif français Triangle, sorti en 2003 en CD remastérisé digipack.

## Réception
Selon l'édition française du magazine Rolling Stone, cet album est le 84e meilleur album de rock français,.

## Liste des titres
| 1.    | Peut-être demain (1970)                                             | 4:47 |
| 2.    | Élégie à Gabrielle (1969)                                           | 4:58 |
| 3.    | Blow Your Cool (1970) (Version single)                              | 3:09 |
| 4.    | Les Brumes de Chatou (1971)                                         | 5:16 |
| 5.    | Contes du vieil homme (1971)                                        | 4:24 |
| 6.    | J'ai vu (1972)                                                      | 3:32 |
| 7.    | Viens avec nous (1972)                                              | 3:01 |
| 8.    | Litanies (1972)                                                     | 5:08 |
| 9.    | L'Arbre de Juin (1972)                                              | 3:16 |
| 10.   | À cor et à cri (1972)                                               | 2:47 |
| 11.   | Temps des tams tams (1973)                                          | 3:08 |
| 12.   | I.A.M. (1973)                                                       | 3:02 |
| 13.   | Mama, tu ne sais pas (1973)                                         | 3:18 |
| 14.   | Peut-être demain (1970) (Version anglaise inédite)                  | 4:48 |
| 15.   | Vivre au présent (I Heard It Through The Grapevine) (1971) (Inédit) |      |
| 16.   | Con Nosotros (Viens Avec Nous) (1972) (Version espagnole inédite)   | 3:09 |
| 17.   | Générique 1402 (Home Faber) (1973) (Inédit)                         | 1:41 |
| 18.   | Un ticket pour... (1974) (Titre rare)                               | 2:16 |
| 19.   | Dis-moi (1974) (Titre rare)                                         | 3:55 |
| 20.   | Planète Rock'N'Roll (1974)                                          | 2:23 |
| 21.   | Rock plus l'électricité (1974)                                      | 3:19 |
| 22.   | L'air que je chante (1974)                                          | 3:37 |
| 79:15 |                                                                     |      |

Note
Les titres no 20 et no 22 sont extraits de l'album solo de « Papillon » (1946-1989) La planète rock n' roll.

## Membres du groupe
- « Papillon » (Gérard Fournier) : basse, chant (1967-1973)
- Pierrot Fanen : guitare (1967-1969)
- Jean-Pierre Prevotat : batterie
- Alain Renaud : guitare (1969)
- François Jeanneau : saxophone, claviers (1970-1974 )
- Paul Farges : guitare (1970)
- Marius « Mimi » Lorenzini : guitare (1970-1974)
- Denis Duhaze : chant (1973-1974)
- René Devaux : basse (1973-1974)